# Bonja
Bonja ou Bomana est un village du Cameroun situé dans le département de la Meme et la Région du Sud-Ouest. Il fait partie de la commune de Mbonge.

## Population
En 1953 on y a dénombré 14 habitants.
Lors du recensement national de 2005, la localité comptait 1 503 habitants.